# Renato Quattordio
Renato Quattordio (Don Torcuato, 15 de setembre de 1997) és un actor argentí d'ascendència italiana. Ha actuat tant en cinema com en teatre i televisió. Destaca per haver participat en el programa Fans en vivo, la sèrie O11CE i el film Yo, adolescente.

## Trajectòria
Va formar-se en interpretació amb Inés Pascual i Carlos Rivas a l'escola de Teatro Entre Cajas, a més de fer classes de bateria i percussió. El 2008, va debutar com a actor en pertànyer al ventall del llargmetratge italià In nome del figlio, dirigit per Alberto Simone. Anys més tard, el 2013, va obtenir petites aparicions especials en la telenovel·la nacional Solamente vos.
Durant el 2015, va fer de panelista del programa Fans en vivo, transmès mitjançant la plataforma web FWTV. A banda, va figurar dins l'elenc de l'obra de teatre La burbuja, amb Martín Amuy Walsh de director i estrenada al Teatro Porteño de la ciutat de Buenos Aires.
Després d'un taller intensiu per a excel·lir en càstings, el 2017 va passar a formar part de la primera temporada de la sèrie de Disney XD O11CE, de temàtica futbolística, interpretant un noi anomenat Apolodoros Nikotatópulos que de sobrenom es diu Catorce. Va mantenir el rol en la segona temporada, emesa el 2018, i va fer una petita aparició en la tercera tongada de la sèrie l'any 2019.
El 2018, va incorporar-se com a personatge principal a la sèrie Simona, amb el rol de Junior Guerrico, un adolescent que mira d'entendre quina orientació sexual té. El públic el va reconèixer molt per aquest paper i va obtenir grans crítiques pel seu treball amb el col·lega Gabriel Gallichio, atès que llurs personatges junts eren "Blasnior", la parella favorita dels que veien la telenovel·la. Per a acabar-ho d'adobar, va participar en el musical derivat a l'estadi Luna Park de Buenos Aires.
El 2019 i el 2020 va protagonitzar la minisèrie El mundo de Mateo, de caràcter policial, dirigida per Mariano Hueter i estrenada per la TV Pública. El 2021, va prendre part del rodatge de la segona temporada.
Simultàniament, el 2020 va representar Nicolás Zamorano en el film juvenil Yo, adolescente en tant que protagonista. El projecte adaptava la novel·la autobiogràfica del seu personatge (va existir realment) i va tenir molt bona repercussió amb 90.000 reproduccions a Cine.ar, fins al punt que va ser la pel·lícula argentina més vista de l'any. Mercès a la interpretació que hi va fer, va ser guardonat amb el Premi Cóndor de Plata a la revelació masculina i el de Millor actor en el Festival de Cinema Iberoamericà de Huelva.
El 2022, interpreta Lucio a El Buen Retiro, un noi de l'interior que ve a Buenos Aires a resoldre conflictes familiars i refer la seva vida. Dirigida per Pedro Levati, la trama s'enfoca als misteris i les mentides que envolten un grup d'amigues grans, que decideix passar els seus últims anys juntes per protegir un gran secret.
El 2023, es va estrenar la sèrie Ringo: Gloria i Mort per Star+, la qual retrata la vida d'Oscar "Ringo" Bonavena, interpretat per Jerónimo Giacondo Bosia. En aquesta sèrie, Renato, va interpretar Pedro, amic i confident del boxejador.
Simultàniament el 2023, per El trece, dona vida a Segundo Machado, protagonista de la segona temporada d' ATAV: Argentina, tierra de amor y venganza. En què el seu personatge travessa una sèrie de conflictes personals per la seva sexualitat, i així mateix de l'entorn que l'envolta a l'Argentina post dictadura cívic militar.

## Filmografia

### Cinema
| Any  | Títol                   | Personatge              | Notes                    | Director           |
| ---- | ----------------------- | ----------------------- | ------------------------ | ------------------ |
| 2007 | El premio de la sortija | Nen                     | Curtmetratge             | Facundo Monteagudo |
| 2008 | Mi papá, el golpeador   | Pablo                   | Curtmetratge             | Matías Collado     |
| 2008 | In Nome del Figlio      | Gianluca                | Película para televisión | Alberto Simone     |
| 2010 | Cómplices del silencio  |                         | Personaje secundario     | Stefano Incerti    |
| 2012 | El Rati Horror Show     |                         | Personaje secundario     | Enrique Piñeyro    |
| 2020 | Yo, adolescente         | Nicolás "Zabo" Zamorano | Protagonista             | Lucas Santa Ana    |
| 2021 | Amor bandido            | Joan Urquijo            | Protagonista             | Daniel Werner      |

### Televisió
| Ficcions  | Ficcions                             | Ficcions                        | Ficcions                      | Ficcions          |
| Any       | Títol                                | Personatge                      | Notes                         | Canal             |
| --------- | ------------------------------------ | ------------------------------- | ----------------------------- | ----------------- |
| 2009      | Los exitosos Pells                   | Tato                            | Participació especial         | Telefe            |
| 2013-2014 | Solamente vos                        | Franco                          | Personatge secundari          | Canal 13          |
| 2017-2019 | O11CE                                | Apolodoros «14» Nikotatópulos   | Elenc principal               | Disney XD         |
| 2018      | Simona                               | Ricardo «Junior» Funes Guerrico | Elenc principal               | Canal 13          |
| 2019-2021 | El mundo de Mateo                    | Mateo Angelotti                 | Personatge principal          | TV Pública / Flow |
| 2020      | Adentro                              | Julián                          | Participació especial         | YouTube           |
| 2022      | Ringo, el campeón del pueblo         | Pedro                           | Elenc principal               | Star+             |
| 2022      | Argentina, tierra de amor y venganza | Segundo Machado                 | Elenc principal (Temporada 2) | El trece          |
| Web       |                                      |                                 |                               |                   |
| Any       | Títol                                | Rol                             | Notes                         | Plataforma        |
| 2015-2016 | Fans en Vivo                         | Ell mateix                      | Panelista / Anotador          | FWTV              |

### Vídeos musicals
| Any  | Vídeo            | Persomatge | Intèrpret | Lloc |
| ---- | ---------------- | ---------- | --------- | ---- |
| 2008 | Estrella de rock | Nen        | Anzuelos  |      |

## Teatre
| Any  | Títol              | Notes                | Director           | Lloc            |
| ---- | ------------------ | -------------------- | ------------------ | --------------- |
| 2014 | El quinto elemento | Personatge principal | Maximiliano Romero |                 |
| 2015 | La burbuja         | Elenc principal      | Martin Amuy Walsh  | Teatro Porteño  |
| 2018 | Simona             | Elenc principal      | Florencia Bertotti | Teatro Gran Rex |

## Premis i nominacions
| Any  | Organització                                      | Categoria              | Treball           | Resultat  |
| ---- | ------------------------------------------------- | ---------------------- | ----------------- | --------- |
| 2018 | Kids' Choice Awards Argentina                     | Noi trendy             | Ell mateix        | Nominat   |
| 2019 | Produ Awards                                      | Millor actor revelació | El mundo de Mateo | Nominat   |
| 2019 | Festival de Cinema Iberoamericà de Huelva         | Millor actor           | Yo, adolescente   | Guanyador |
| 2021 | Premis Cóndor de Plata                            | Revelació masculina    | Yo, adolescente   | Guanyador |
| 2021 | Festival Internacional de Cinema de Puerto Madryn | Millor actor           | Amor bandido      | Guanyador |